# André Bächtiger
André Bächtiger (* 24. September 1971 in Bern) ist ein Schweizer Politikwissenschaftler. Er ist Professor für Politische Theorie und Empirische Demokratieforschung und Geschäftsführender Direktor des Instituts für Sozialwissenschaften an der Universität Stuttgart.

## Leben
André Bächtiger studierte bis 1999 Politikwissenschaften, Geschichte und Medien und wurde 2004 bei Jürg Steiner an der Universität Bern promoviert. Hier entwickelte er den Discourse Quality Index, ein Messinstrument für die deliberative Qualität politischer Debatten, das auf der Diskursethik von Jürgen Habermas basiert. Im Rahmen seiner Promotion analysierte er damit die Qualität von Parlamentsdebatten in der Schweiz, Deutschland, dem Vereinigten Königreich und den USA. Während des Schreibens seiner Dissertation forschte er an der University of North Carolina at Chapel Hill und war Jean Monnet Fellow am European University Institute in Florenz.
Im Jahr 2010 habilitierte sich André Bächtiger an der Universität Bern. Im Anschluss hielt er eine Vertretungsprofessur für Politikwissenschaft, insbesondere Politische Theorie an der Universität Konstanz und eine vom Schweizer Nationalfonds gestiftete Förderprofessur an der Universität Luzern. 2014 war er Visiting Professor an der University of British Columbia in Vancouver und erhielt 2014 den Ruf an die Universität Stuttgart.
Zusammen mit John Dryzek, Jane Mansbridge und Mark E. Warren ist er Mitherausgeber des 2018 erschienenen Standardwerks The Oxford Handbook of Deliberative Democracy. Er arbeitete an zahlreichen Projekten zu demokratischen Innovationen und demokratischer Reform, zum Beispiel zu Legitimitätswahrnehmungen deliberativer Mini-Publics oder der politischen Umsetzung von Empfehlungen deliberativer Mini-Publics.
Er war wissenschaftliches Beiratsmitglied beim Bürgerrat Demokratie 2019 und ist im wissenschaftlichen Beirat des Hanse Wissenschaftskollegs.
2022 erhielt er als erster Sozialwissenschaftler der Universität Stuttgart einen Advanced Grant des European Research Councils (ERC) für sein Projekt Designing Democracy on Mars on Earth. Das Projekt untersucht, wie sich Bürgerinnen und Bürger die Zukunft der Demokratie vorstellen und wie diese gestaltet sein soll.

## Forschungsschwerpunkte
André Bächtiger forscht zum Thema deliberative Demokratie, insbesondere hinsichtlich der Verbindung zwischen empirischer und theoretischer Forschung. Außerdem befasst sich seine Arbeit mit der Zukunft der Demokratie im Allgemeinen.

## Publikationen (Auswahl)
- mit J. Steiner, M. Spörndli, M. R. Steenbergen: Deliberative politics in action. Analysing parliamentary discourse. 2005.

### Bücher (Auswahl)
- Bächtiger, André: Von der Institutionalisierung einer Utopie: Die Gründung der Weltgesundheitsorganisation (WHO) 1946. 1999. Unveröffentlichte Lizenziatsarbeit.[16]
- mit J. S. Dryzek, J. Mansbridge M. E. Warren (Hg.): The Oxford handbook of deliberative democracy. Oxford University Press, 2018.
- mit J. Parkinson: Mapping and measuring deliberation: Towards a new deliberative quality. Oxford University Press, 2019.
- mit  J. S. Dryzek: Deliberative Democracy for Diabolical Times. Cambridge University Press, 2024.